# West Logan (Virginia Occidental)
West Logan es un pueblo ubicado en el condado de Logan en el estado estadounidense de Virginia Occidental. En el Censo de 2010 tenía una población de 424 habitantes y una densidad poblacional de 484,34 personas por km².

## Geografía
West Logan se encuentra ubicado en las coordenadas 37°52′4″N 81°59′26″O / 37.86778, -81.99056. Según la Oficina del Censo de los Estados Unidos, West Logan tiene una superficie total de 0.88 km², de la cual 0.88 km² corresponden a tierra firme y (0%) 0 km² es agua.

## Demografía
Según el censo de 2010, había 424 personas residiendo en West Logan. La densidad de población era de 484,34 hab./km². De los 424 habitantes, West Logan estaba compuesto por el 97.41% blancos, el 0.24% eran afroamericanos, el 0% eran amerindios, el 0.94% eran asiáticos, el 0% eran isleños del Pacífico, el 0% eran de otras razas y el 1.42% pertenecían a dos o más razas. Del total de la población el 0% eran hispanos o latinos de cualquier raza.